# Cillian Murphy
Cillian Murphy (IPA: /ˈkɪliən/), född 25 maj 1976 i Douglas i grevskapet Cork, är en irländsk teater- och filmskådespelare.

## Biografi
Cillian Murphy föddes i staden Cork på Irland, där han inledde sin karriär som rockmusiker. Efter att ha avböjt ett erbjudande om skivkontrakt debuterade han som professionell skådespelare i pjäsen Disco Pigs 1996. Han fortsatte med roller i irländska och brittiska filmer och teateruppsättningar under sent 1990-tal och början av 2000-talet.
Han blev internationellt uppmärksammad för första gången för sin roll som hjälten i den apokalyptiska filmen 28 dagar senare från 2003. Han spelade skurk i två stora filmer från 2005: Fågelskrämman i Batman Begins, och Jackson Rippner i thrillern Red Eye. Därefter syntes han i två andra uppmärksammade roller: hans Golden Globe-nominerade roll som transpersonen "Kitten" i Breakfast on Pluto från 2005 och som irländsk revolutionär under 1920-talet i Guldpalmsbelönade Frihetens pris från 2006.
År 2008 medverkade Murphy i filmerna The Edge of Love och The Dark Knight.
Murphy bor sedan 2015 med sin familj i Dublin, sedan de hade bott i London i 15 år.
Vid Oscarsgalan 2024 vann han pris för bästa manliga huvudroll för sin insats i Oppenheimer.

## Filmografi i urval
- 1997 – Quando
- 1998 – The Tale of Sweety Barrett
- 1999 – Eviction
- 1999 – At Death's Door
- 1999 – Sunburn
- 1999 – Skyttegraven
- 2000 – The Treachery Returns
- 2001 – On the Edge
- 2001 – How Harry Became a Tree
- 2001 – Disco Pigs (även känd som Deep Obession)
- 2001 – The Way We Live Now (TV-miniserie, fyra avsnitt)
- 2002 – 28 dagar senare
- 2003 – Zonad
- 2003 – Intermission
- 2003 – Flicka med pärlörhänge
- 2003 – Åter till Cold Mountain
- 2005 – Batman Begins
- 2005 – Red Eye
- 2005 – Breakfast on Pluto
- 2006 – Frihetens pris
- 2007 – Sunshine
- 2007 – Watching the Detectives
- 2008 – The Dark Knight
- 2008 – The Edge of Love
- 2009 – Perrier's Bounty
- 2010 – Peacock
- 2010 – Inception
- 2010 – Tron: Legacy
- 2011 – Retreat
- 2011 – In Time
- 2012 – Red Lights
- 2012 – The Dark Knight Rises
- 2012 – Broken
- 2013–2019 – Peaky Blinders (TV-serie) (31 avsnitt, pågående)
- 2014 – Aloft
- 2014 – Transcendence
- 2015 – In the Heart of the Sea
- 2016 – Anthropoid
- 2016 – Free Fire
- 2017 – Dunkirk
- 2019 – Anna
- 2020 – A Quiet Place Part II
- 2023 – Oppenheimer
- 2023 – Kensukes rike (röst)
- 2025 – 28 Years Later